# Synodontis acanthoperca
Synodontis acanthoperca hay còn được biết với tên scissortail synodontis
 là tên của một loài cá da trơn bơi lộn ngược và là loài đặc hữu của Gabon, thường xuất hiện ở sông Ogowe. Năm 2006, John Patrick Friel & Thomas R. Vigliotta đã mô tả loài cá này dựa trên mẫu vật thu thập được ở sông Ogooué, Gabon, tại khu vực thác ghềnh của Massoukou. Tên loài "acanthoperca" là một tổ hợp của từ tiếng Hy Lạp acantha nghĩa là "gai và từ tiếng Latin opercul có nghĩa là "bảo vệ", tức ám chỉ những cái gai xuất hiện rõ ràng trên mang của những cái thể cái trưởng thành.

## Mô tả
Cơ thể loài cá này có màu sáng và sáu mảng màu tối. Phần dưới bụng có màu kem, vây đuôi thì có màu trắng đục và có đen ở mỗi hai thùy đuôi. Chúng có 3 cặp râu, một cặp râu hàm trên thì có màu nâu đến màu đen, dài, mảnh còn hai cặp ở hàm dưới thì có màu kem, thường phân nhánh.
Tương tự như nhiều loài trong chi Synodontis, hai bên đâu của Synodontis acanthoperca có một cái gai vốn là xương của loài này và nó có thể mở rộng ra khi chúng mở mang. Tia đầu tiên của vây lưng và vây ngực thì có răng cưa. Vây đuôi thì chia ra làm hai rất rõ ràng. Hàm trên có răng thì nón, còn hàm dưới thì có hình chữ S và còn có thể di chuyển. Vây mỡ (phần vây giỡ vây lưng và đuôi) thì nhỏ và dễ nhìn thấy. Mỗi cái mang thì có một cái gai hướng về phía đuôi và phát triển dựa trên tuổi và giới tính của chúng.
Mỗi cá thể của chúng khi trưởng thành đạt đến chiều dài 4,6 cm (1,8 in).

## Môi trường
Trong tự nhiên, loài cá này sống ở vùng nước nhiệt đới có nhiệt độ khoảng 23 đến 26 độ C (73 đến 79 độ F) và pH từ 6,5 đến 7,0. Nó thường được tìm thấy ở hai khu vực là sông Ogowe và sông Louetsié ở Gabon.